# Cabeção (futebolista)
Luiz Moraes, mais conhecido como Cabeção (São Paulo, 23 de agosto de 1930 — São Paulo,  6 de janeiro de 2020), foi um futebolista brasileiro que atuou como goleiro. Ídolo do Corinthians, foi o primeiro goleiro no Brasil a usar luvas.

## Carreira
Nascido no Tatuapé a uma quadra da sede do Corinthians no Parque São Jorge Cabeção era goleiro da boa fornada de aspirantes que subiu ao time principal do Corinthians a partir de 1949, junto com Idário, Roberto Belangero e Luisinho. Todos se tornaram grande ídolos do clube entre os anos de 1950 a 1960.
Começou ainda como infantil, em 1938 e, ao longo da carreira, saiu várias vezes, em definitivo ou por empréstimo, para Portuguesa, Bangu e Comercial de Ribeirão Preto, mas sempre retornou ao Parque São Jorge.
Dizia-se que nas partidas noturnas, Cabeção não apresentava a mesma eficiência que nos jogos diurnos. Mesmo assim foi campeão paulista em 1951, como titular absoluto.
Na campanha do bicampeonato, em 1952, era suplente de Gilmar, sua grande sombra dentro do Parque São Jorge, e não chegou a entrar em campo nenhuma vez.
Esteve na Copa do Mundo de 1954, na Suíça, como reserva de Castilho e naquele ano foi campeão paulista do famoso título do IV Centenário da cidade de São Paulo.
Em 1953, foi campeão pelo Corinthians da Pequena Taça do Mundo, realizada na Venezuela, que reuniu as equipes do Barcelona (ESP), Roma (ITA) e um selecionado da cidade de Caracas, sede do torneio. Foi o primeiro título internacional do Corinthians.
No mesmo ano, foi campeão pela seleção brasileira do Campeonato Sul-Americano disputado no Chile.
Cabeção era sócio do Sport Club Corinthians Paulista desde 1942 (seu número é 2.051); foi o primeiro goleiro que trocou a cor da camisa — de preta para cinza — e foi o primeiro goleiro no Brasil a usar luvas.

### Títulos
Corinthians
- Campeonato Paulista: 1951, 1952, 1954
- Torneio Rio-São Paulo: 1953, 1954
- Pequena Taça do Mundo: 1953
- Taça São Paulo: 1953, 1962
- Torneio Charles Miller: 1954, 1958

## Morte
Morreu aos 89 anos em 6 de janeiro de 2020, em São Paulo. No entanto, a causa não foi divulgada.